# Спиркин Осерёдок
Спиркин Осерёдок — остров в Каспийском море. Принадлежит Атырауской области (Казахстан).
Остров находится к востоку от устья реки Волги. Он отделён от казахстанского побережья на 700 метров. Длина острова — 5,2 км, максимальная ширина — 3,9 км.